# Eliza Bennett
Eliza Hope Bennett (Reading, 17 marzo 1992) è un'attrice e cantante britannica.

## Biografia
Appassionata di recitazione, ha cominciato fin dalle recite scolastiche a esibirsi come attrice. Nel 2002 ha partecipato al musical Chitty Chitty Bang Bang al London Palladium. 
Al cinema, la sua prima apparizione da professionista è stata nel 2004 in Un principe tutto mio. 
Per la parte di Meggie Folchart in Inkheart - La leggenda di cuore d'inchiostro, ha partecipato - vincendolo - a un provino insieme a centinaia di altre concorrenti per il ruolo. Il film è stato girato in Italia, alla fine del 2006. 
Eliza Bennett è anche cantante e ha inciso per la colonna sonora di La leggenda del cuore d'inchiostro la canzone My Declaration, in origine scritta e cantata da Tom Baxter.

## Filmografia

### Cinema
- Un principe tutto mio (The Prince and Me), regia di Martha Coolidge (2004)
- Nanny McPhee - Tata Matilda (Nanny McPhee), regia di Kirk Jones (2005)
- The Contractor - Rischio supremo (The Contractor), regia di Josef Rusnak (2007)
- Inkheart - La leggenda di cuore d'inchiostro (Inkheart), regia di Iain Softley (2008)
- A Gentle Creature, regia di Marc Roels – cortometraggio (2009)
- Il segreto di Green Knowe (From Time to Time), regia di Julian Fellowes (2009)
- Perfect Life, regia di Josef Rusnak (2010)
- F, regia di Johannes Roberts (2010)
- Grimm's Snow White, regia di Rachel Goldenberg (2012)
- La famiglia von Trapp - Una vita in musica (Die Trapp Familie – Ein Leben für die Musik), regia di Ben Verbong (2015)
- Do Revenge, regia di Jennifer Kaytin Robinson (2022)

### Televisione
- Supernova, regia di John Harrison – film TV (2005)
- Miss Marple (Agatha Christie's Marple) – serie TV, episodio 2x03 (2006)
- Roadkill, regia di Johannes Roberts – film TV (2011)
- Broadchurch - serie TV, 5 episodi (2015)
- Grantchester - serie TV, 1 episodio (2018)
- Dynasty - serie TV, (2021-2022)

## Doppiatrici italiane
Nelle versioni in italiano delle opere in cui ha recitato, Eliza Bennett è stata doppiata da:
- Giulia Franceschetti in Nanny McPhee - Tata Matilda, Inkheart - La leggenda di cuore d'inchiostro
- Veronica Puccio in The Contractor - Rischio supremo, La famiglia von Trapp - Una vita in musica
- Lucrezia Marricchi in Dynasty